# Châtillon-sur-Marne
Châtillon-sur-Marne is een gemeente in het Franse departement Marne (regio Grand Est) en telt 843 inwoners (1999). De plaats maakt deel uit van het arrondissement Epernay.
Op 1 maart 2006 is de gemeente een stuk kleiner geworden. Het afgescheiden deel vormt nu de nieuwe gemeente Cuisles.

## Geografie
De oppervlakte van Châtillon-sur-Marne bedraagt 14,5 km², de bevolkingsdichtheid is 58,1 inwoners per km².
De onderstaande kaart toont de ligging van Châtillon-sur-Marne met de belangrijkste infrastructuur en aangrenzende gemeenten.

## Demografie
Onderstaande figuur toont het verloop van het inwonertal (bron: INSEE-tellingen).

## Geboren
- Paus Urbanus II (1035/1042-1099), geboren als Odon de Lagery of Odo van Châtillon